# 이치카이소 정권
이치카이소 정권(일본어: 一会桑政権 이치카이소세이켄[*])은 일본의 막말시대에 정치동향의 중심지 교토에서 히토츠바시 요시노부(금리어수위 총독, 히토츠바시 도쿠가와가 당주), 마츠다이라 카타모리(교토 수호직, 아이즈번주), 마츠다이라 사다아키(교토 소사대, 쿠와나번주) 3인의 지도부로 구성된 체제다. "이치카이소"(한국 한자: 一会桑 일회상)란 "히토츠바시(一橋)"의 일(一), "아이즈(会津)"의 회(会), "쿠와나(桑名)"의 상(桑)을 조합한 말이다.
이치카이소 체제는 존황양이 급진파인 조슈번을 교토에서 축출한 8월 18일의 정변 이후 수립된 공무합체파 정권인 참예회의에서 사츠마번이 이탈하면서 붕괴한 1864년 이후로, 도쿠가와 이에모치가 죽어 요시노부가 후임 정이대장군이 된 1866년까지의 2년간 정국을 주도했다. 삿초동맹은 이 이치카이소 정권에 대항하기 위해 형성된 것이다.
도쿠가와 막부를 대리하는 입장이지만, 에도를 떠나 교토에 상경함으로써 천황의 신임을 얻는 한편, 에도 막각(幕閣)의 의향을 반드시 대변하는 것은 또 아니었고 상대적으로 독자적인 세력을 형성하고 있었다는 점에서 이렇게 별도의 정권으로 불린다. "이치카이소"라는 표현은 당대부터 사용되고 있었으나, 역사학 용어로서 최초로 사용한 것은 가쿠슈인대학 막말사 교수 이노우에 이사오다. 오사카 경제대학 조교수 이에치카 요시키는 막말의 정치상황은 종래에 이해되던 대로 삿초와 막부의 대립만으로는 설명할 수 없다며 이 “이치카이소 정권” 개념을 밀고 있다. 종래의 삿초 중심 사관에서는 간과되기 쉬우나, 이 삼두체제가 막말에서 수행한 역할은 근래 재평가되는 추세다.